# Parva
Parva é uma comuna romena localizada no distrito de Bistrița-Năsăud, na região histórica da Transilvânia. A comuna tem uma área de 70.65 km² e sua população era de 2747 habitantes, segundo o censo de 2007.